# Роберт Сміт (політик)
Роберт Сміт (англ. Robert Smith; нар. 3 листопада 1757, Ланкастер, Пенсільванія — пом. 26 листопада 1842, Балтимор, Меріленд) — американський політик, державний секретар США з 1809 по 1811 рр.

## Життєпис
Під час Війни за незалежність він служив у Континентальній армії і брав участь у битві при Брендівайні.
У 1781 закінчив Принстонський університет і почав проходити юридичну практику у Меріленді.
У 1789 обраний до колегії виборщиків від штату Меріленд.
У 1793-1795 був членом Сенату штату, а в 1796-1800 — делегатом від штату Меріленд.
У липні 1801 президент Томас Джефферсон призначив Сміта міністром військово-морських сил.
2 березня 1805 Сенат затвердив Сміта Генеральним прокурором США і Джейкоба Крауніншілда міністром військово-морських сил. Але незабаром Крауніншілд відмовився від цієї посади і Роберт Сміт деякий час був одночасно і прокурором і міністром. Зрештою президент Джефферсон призначив Джона Бреккінріджа генеральним прокурором, а Сміт залишився міністром флоту. Остаточно він покинув цю посаду 4 березня 1809.
6 березня 1809 наступник Джефферсона, Джеймс Медісон, призначив Сміта Державним секретарем США.
У квітні 1811 Медісон видав «Меморандум про Роберта Сміта», в якому перераховувалися всі недоліки Сміта на посаді Держсекретаря: він поставив під сумнів його лояльність, нескромність при переговорах з Великою Британією і багато іншого. Пізніше Медісон запропонував йому посаду посла США в Росії, але той відмовився від посади.
У 1813 став президентом «Американського Біблійного Товариства».
У 1818 став засновником і президентом «Сільськогосподарського товариства штату Меріленд». На його честь назвали ескадрений міноносець «USS Robert Smith (DD-324)».